# Sabot (ongle)
Pour les articles homonymes, voir Sabot.

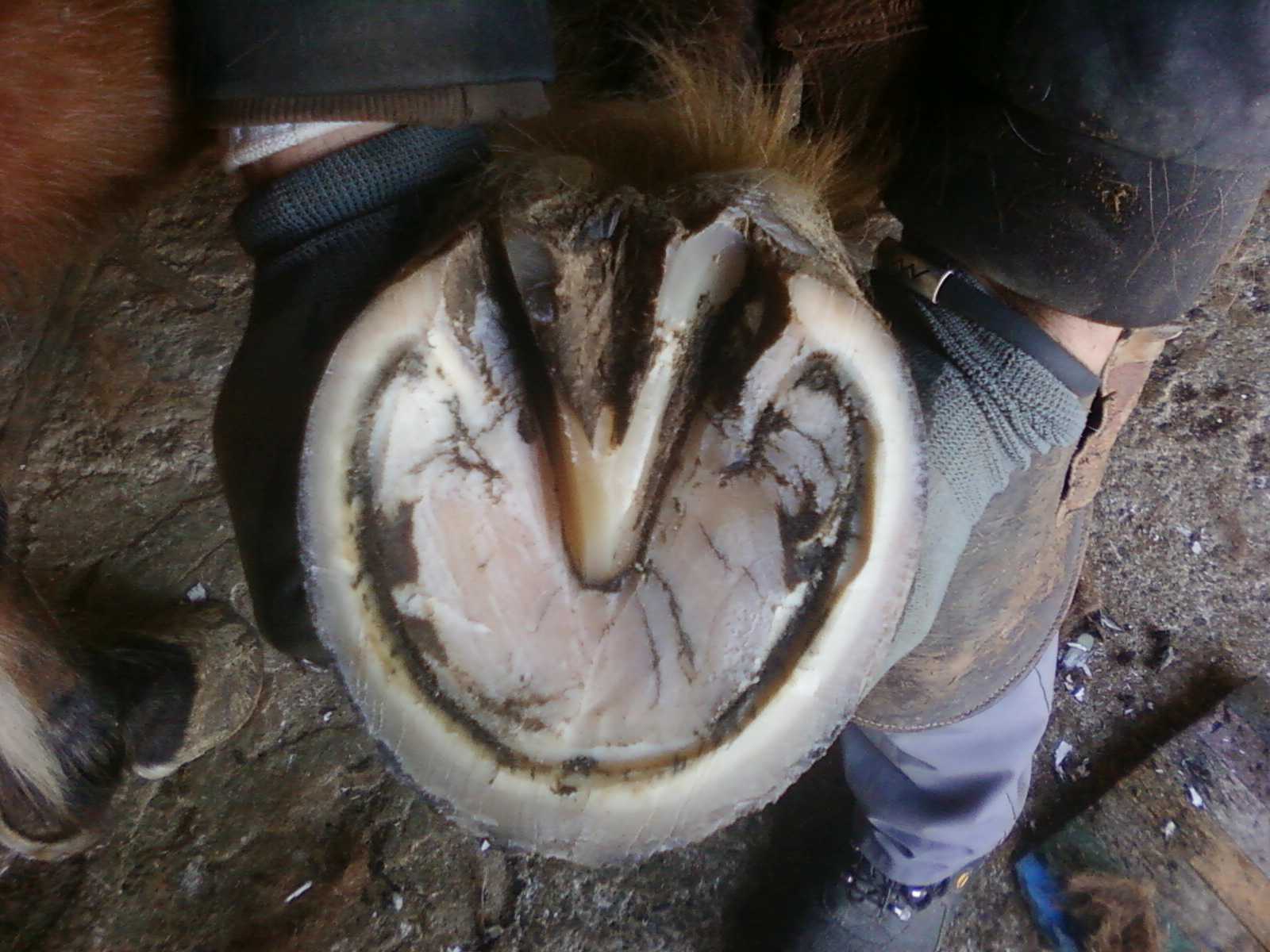
Le sabot sain de cheval de forme parfaite.

Le sabot est une structure de corne qui recouvre la partie terminale du pied d'un mammifère ongulé.
Plus précisément, le sabot n’est pas monolithique. 
Chez les bovins, cervidés, les élans, les rhinocéros, les tapirs... il est constitué de deux textures différentes remplissant deux rôles différents : 
-    La sole, cale épidermique sur laquelle se réceptionne l’individu.
-    L’ongle, ensemble de poils agglutinés, qui a pour fonctions principales la protection de la partie distale du doigt et l'extérioception.
Chez le cheval un troisième élément a pris place au cours de l’évolution de trois à un seul doigt. Il s’agit de l’ensemble fourchette et glomes. C’est sur cet ensemble, protecteur du coussinet digital, que se réceptionne le cheval.
Aucun de ces animaux ne se réceptionne sur ses ongles. Ils ne sont donc pas onguligrades. Seul le cheval ferré est contraint de se réceptionner sur ses ongles ce qui perturbe sa locomotion.
Les mammifères à sabots marchent sur la pointe de leurs doigts (animaux dits onguligrades), à la différence des animaux plantigrades qui marchent sur la plante de leur pied entier. De nombreuses espèces animales possèdent des sabots, comme les chevaux, les vaches, les bisons, les élans, et les cervidés. 
Alors que les chevaux ne possèdent qu'un seul sabot à chaque pied, les cervidés et les bovidés en ont deux et les rhinocéros en ont trois. Les animaux possédant un nombre impair de sabots (un ou trois) à chaque pied sont dits périssodactyles, les autres sont dits artiodactyles.

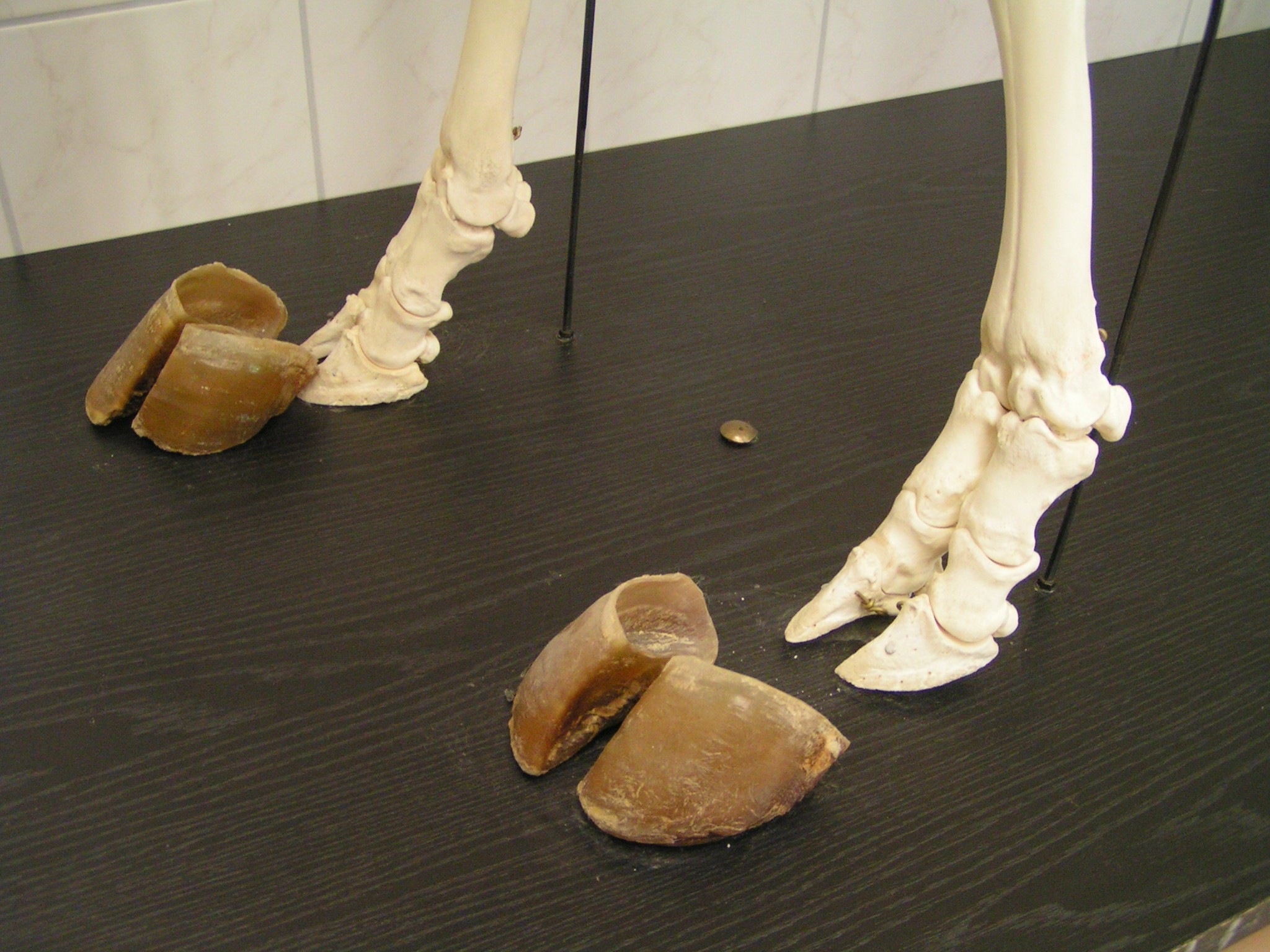
Sabot de la vache
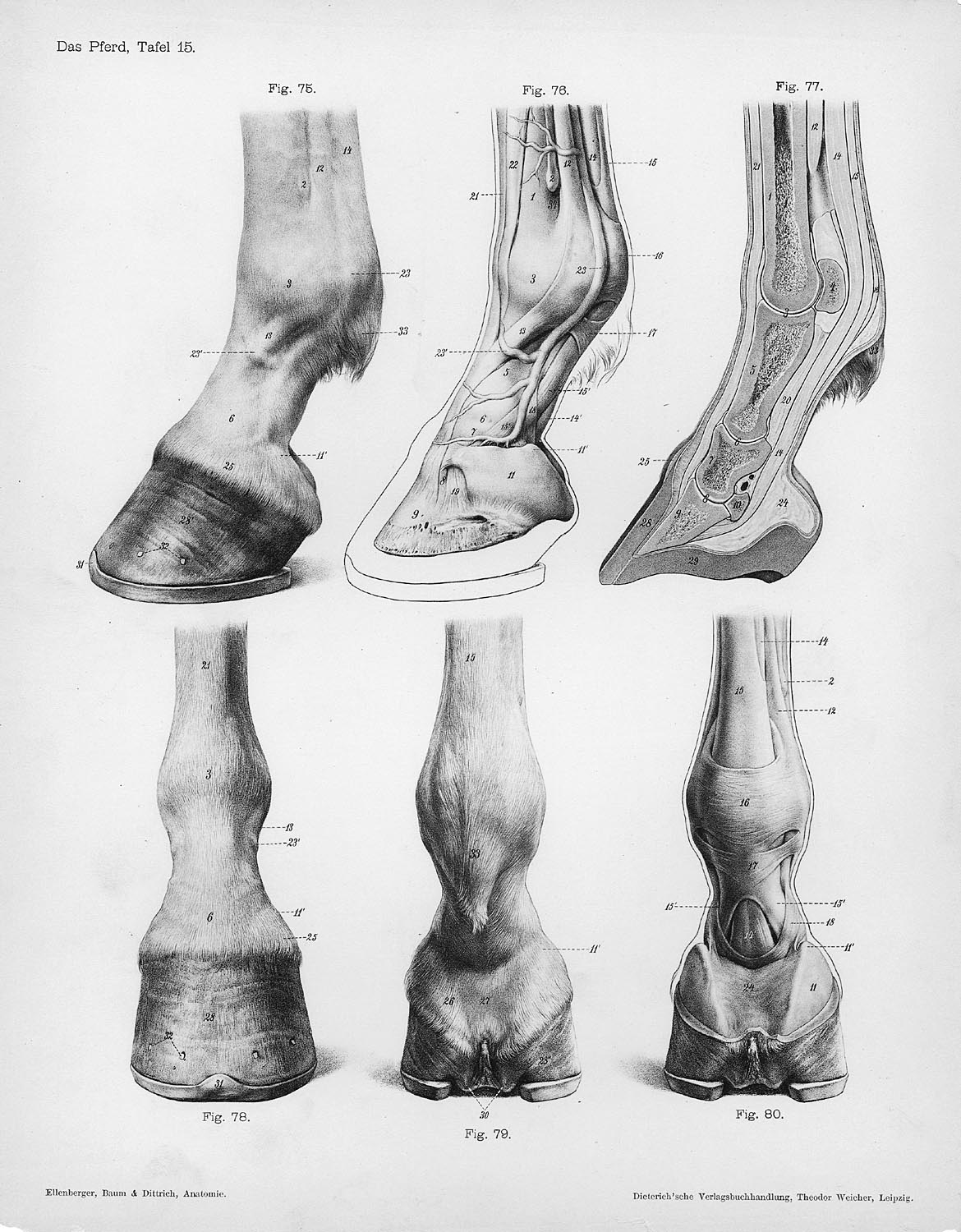
Sabot du cheval
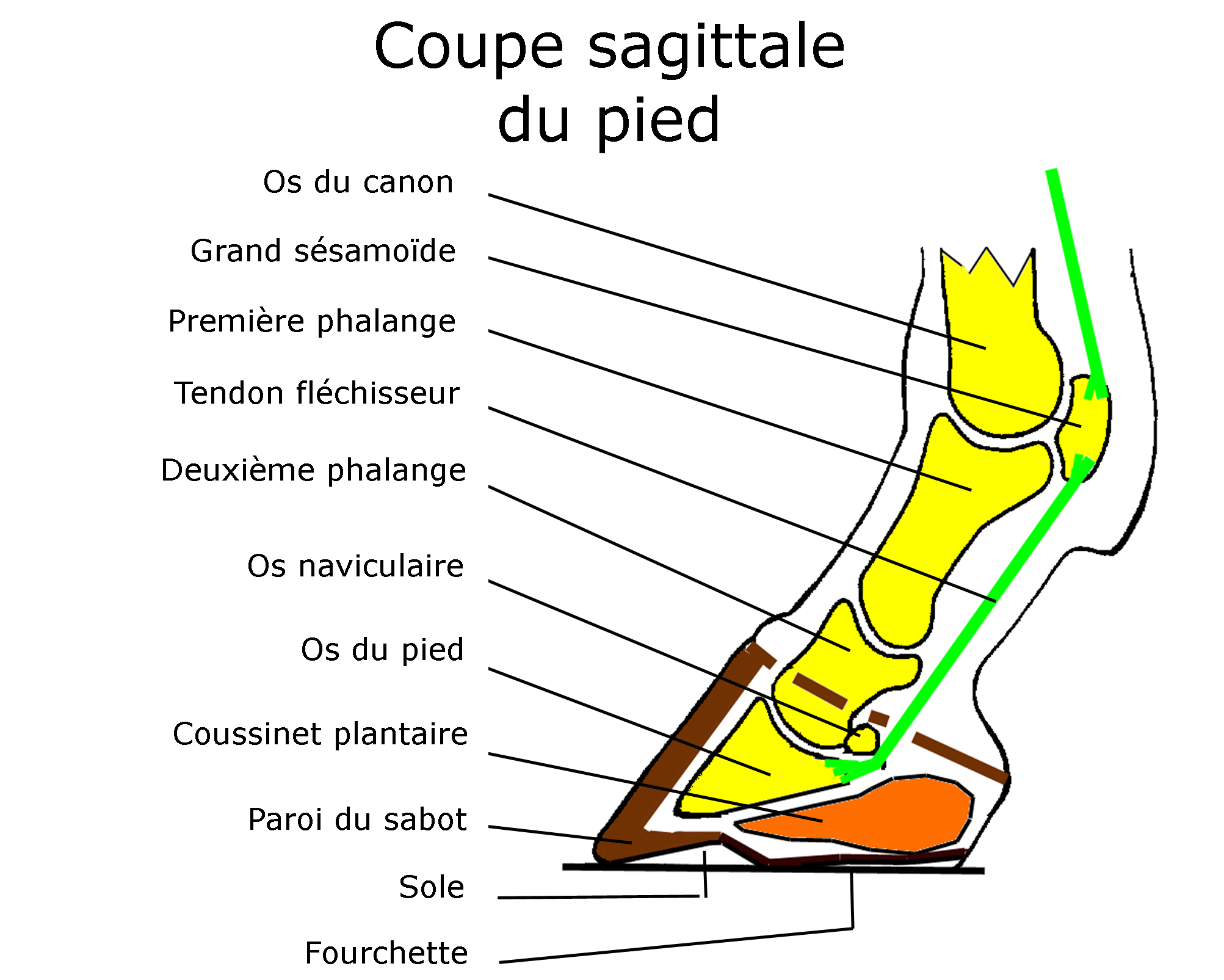
Anatomie du pied de cheval
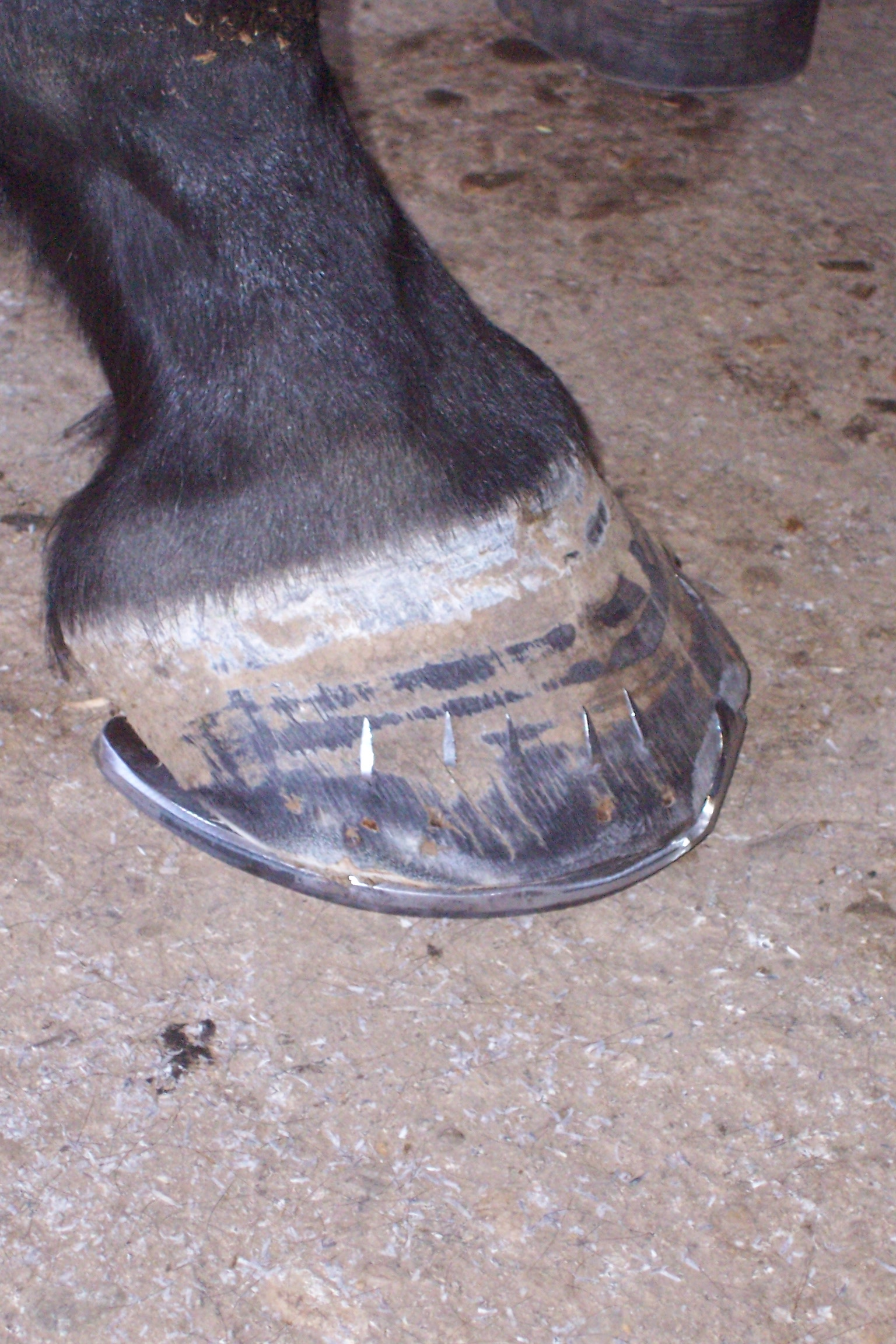
Un sabot de cheval portant un fer.
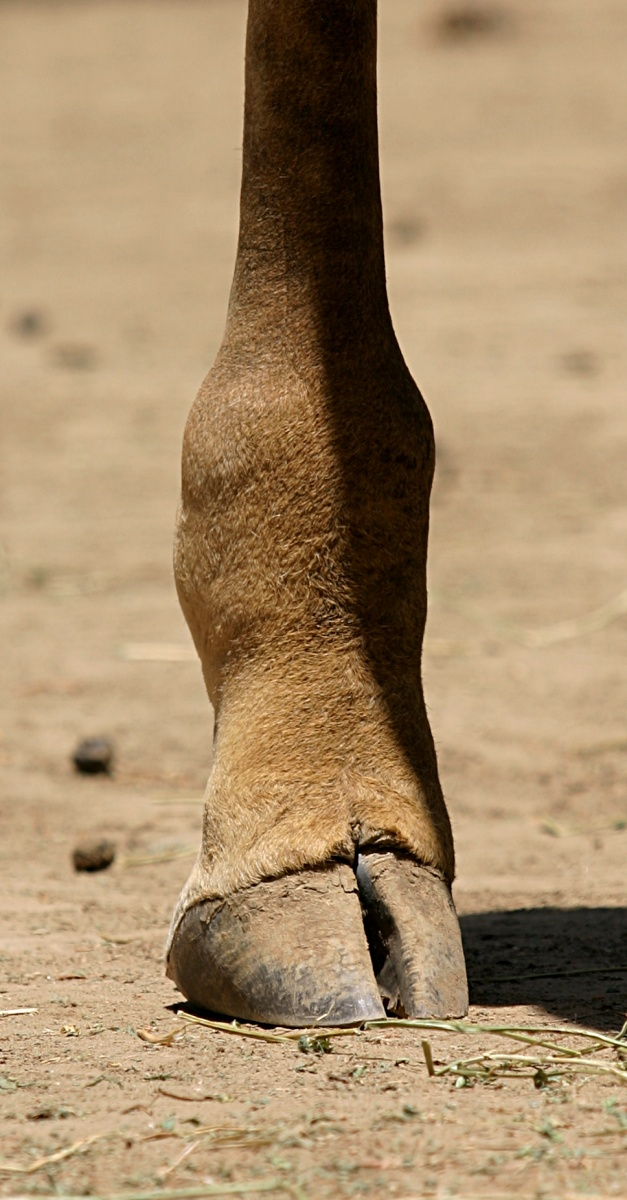
Sabot d'une girafe, avec deux doigts.
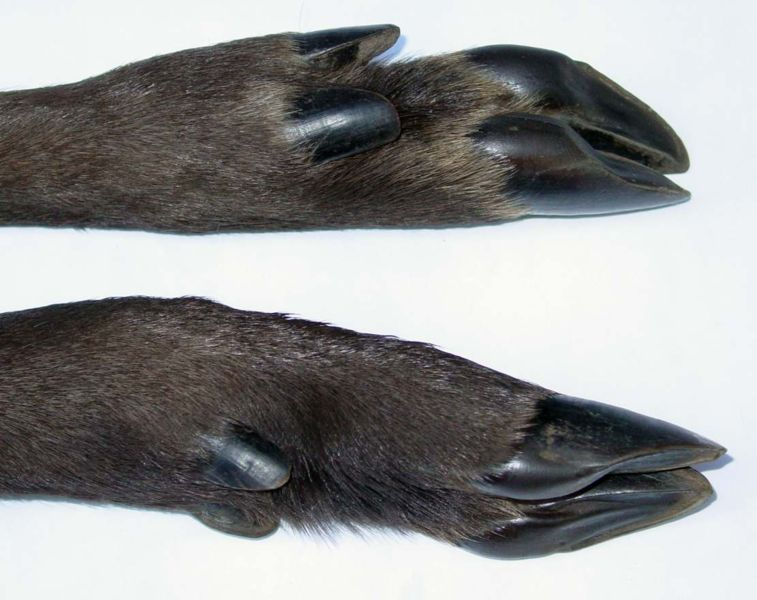
Sabots d'un Chevreuil d'Europe.

## Histoire évolutive

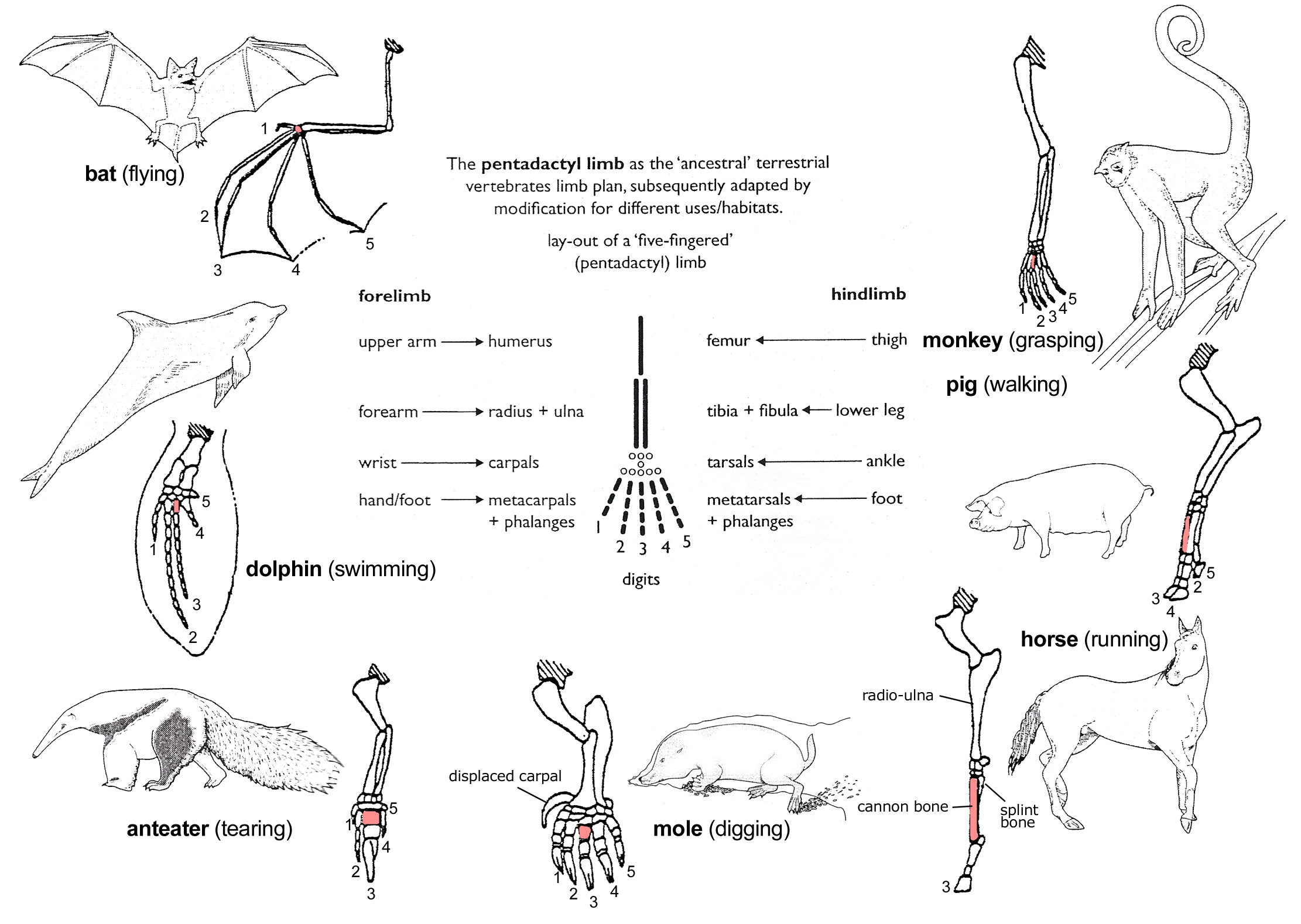
Évolution de la pentadactylie chez les tétrapodes terrestres.

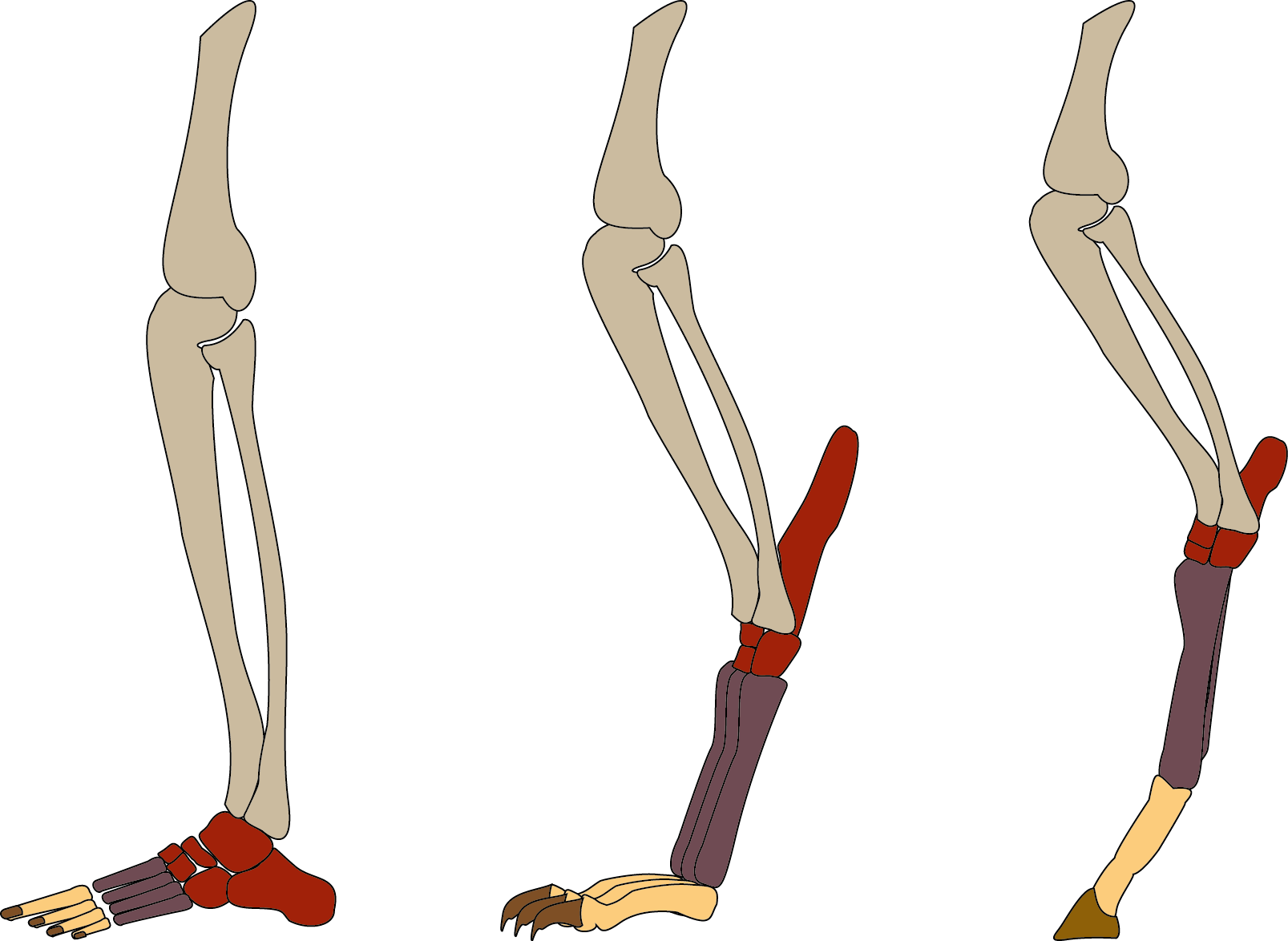
Les différents types de locomotions chez les amniotes qui possèdent des étuis cornés (phanères terminales kératinisées) couvrant la terminale des doigts).
De gauche à droite : plantigradie chez les primates dotés de griffes à, digitigradie chez des vertébrés munis de, onguligradie chez les ongulés munis de griffes à.

Tous les Ongulés (Mammifères à sabots) actuels sont, quelle que soit leur taille (de l'antilope naine à l'éléphant), très hauts sur pattes et onguligrades, à la seule exception des Camélidés, digitigrades. Progressivement, le plan d'organisation pentadactyle du membre chiridien des ancêtres de ces mammifères a été modifié, avec une réduction et une élongation des doigts (les doigts latéraux ne portant que des sabots réduits appelés onglons), conférant à ces animaux un avantage évolutif en fonction de leur mode de locomotion, de leur taille et poids et de leur milieu. Les Ongulés actuels se subdivisent ainsi en deux catégories : les Artiodactyles ou Paridigités qui possèdent un nombre pair de doigts (bovins, porcins…) et les Périssodactyles ou Imparidigités qui en possèdent un nombre impair, comme les rhinocéros (trois doigts) et les chevaux (un doigt). Leur dernière phalange est enveloppée d'un étui corné, le sabot, et c'est cette enveloppe protectrice seule qui touche le sol.
Les Ongulés faisant partie des amniotes, ils partagent avec eux et leur ancêtre commun la caractéristique commune de posséder des griffes, étuis cornés (phanères terminales kératinisées) couvrant la phalange terminale des doigts. Ces griffes voient leur lame aplatie et leur sole unguéale réduite (singes) ou vestigiale (homme), devenant ainsi des griffes à ongles chez les primates. Chez les Ongulés, ces griffes enveloppent les phalanges : la lame repliée à l'intérieur forme la muraille (composant qui contient la corne la plus dure) tandis que sole est bien développée (griffes à sabots),.

## Parage

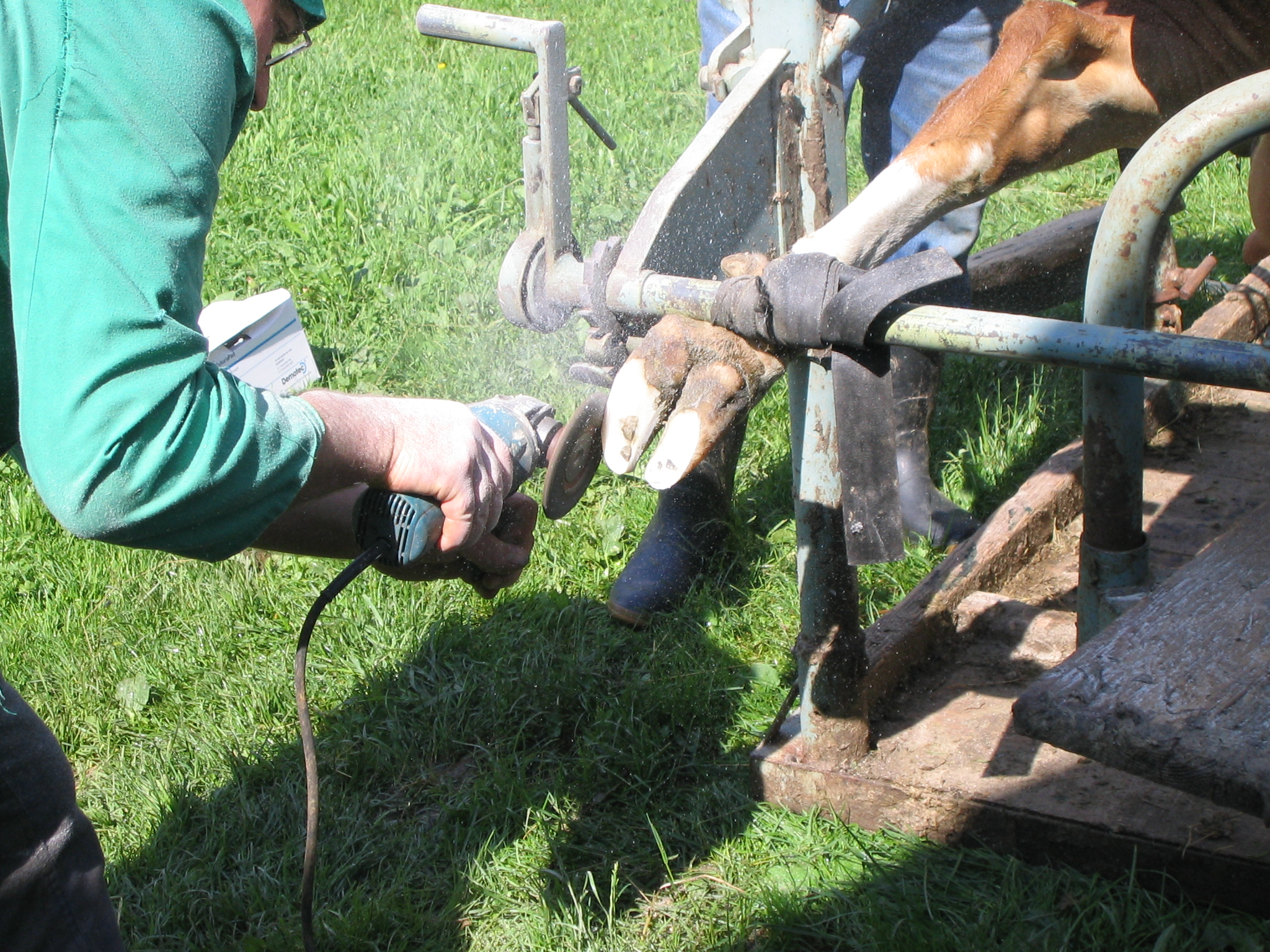
Parage d'un sabot de bovin

Le parage, désigne les soins de la corne des ongulés en vue d'entretenir ou de rétablir les fonctions du sabot en lui redonnant sa forme et sa longueur optimale. Chez le cheval, le parage fait partie de l'entretien du sabot, dans le but de limiter la casse et de permettre une bonne usure, tout en optimisant l'appui du pied.